# Crocomela mamerta
Crocomela mamerta är en fjärilsart som beskrevs av William Schaus 1933. Crocomela mamerta ingår i släktet Crocomela och familjen björnspinnare. Inga underarter finns listade i Catalogue of Life.